# Konga-Mboua
Konga-Mboua est un village du Cameroun situé dans le département de la Kadey et la région de l'Est. Il fait partie de l'arrondissement (commune) de Batouri, du canton Kaka Mbondjo.

## Population
En 1966, le village comptait 97 habitants, principalement des Kaka.
Lors du recensement de 2005, on y dénombrait 82 personnes.